# Feohanagh
Feohanagh (iriska: An Fheothanach) är en ort i republiken Irland.   Den ligger i grevskapet Ciarraí och provinsen Munster, i den sydvästra delen av landet, 300 km väster om huvudstaden Dublin. Feohanagh ligger 54 meter över havet och antalet invånare är 464.
Terrängen runt Feohanagh är kuperad åt sydost, men åt nordväst är den platt. Havet är nära Feohanagh åt nordväst.Runt Feohanagh är det ganska glesbefolkat, med 21 invånare per kvadratkilometer. Närmaste större samhälle är Dingle, 10,2 km sydost om Feohanagh. Trakten runt Feohanagh består i huvudsak av gräsmarker.